# Eriksson
Eriksson är ett mycket vanligt svenskt efternamn som kan stavas på många olika sätt. Den 31 december 2019 (2012) var det följande antal personer i Sverige med följande stavningsvarianter. Motsvarande antal för 31 december 2012 inom parentes.
- Eriksson 125 148 (136 725)
- Ericsson 5 700 (5 338)
- Ericson 3 416 (3 325)
- Erixon 1 501 (1 403)
- Erikson 423 (393)
- Erickson 138 (139)
- Erixson 55 (54)
- Ericzon 49 (36)
- Ericksson 38 (33)
- Erichson 33 (34)
- Ericxon 4 (3)
- Erikzon 3 (3)
- Erikssohn 3 (3)
- Erickzon 0 (5)

Tillsammans med 24 (20) personer, som stavar namnet på annat sätt, blir detta 136 533 personer (147 514 personer år 2012), vilket ger namnet plats nummer 5 (5) på listan över Sveriges vanligaste efternamn. Enligt dessa siffror har antalet bärare av namnet minskat med 7,5 procent från 2012 till 2019.
Namnet var ursprungligen ett patronymikon med betydelsen Eriks son.

## Personer med efternamnet Eriksson eller varianter av detta namn

### A
- Aaby Ericsson (1859–1921), lanthushållare och politiker
- Adam Eriksson, flera personer
  - Adam Eriksson (fotbollsspelare född 1988)
  - Adam Eriksson (fotbollsspelare född 1990)
  - Adam Eriksson (fotbollsspelare född 1993)
- Adolf Ericson (1849–1902), godsägare och politiker
- Adolf Eriksson (1907–1986), teoretisk fysiker
- Agneta Eriksson (född 1965), simmare
- Aina Eriksson-Enckell (1912–2006), målare och tecknare
- Aja Eriksson (född 1948), konstnär
- Albert Eriksson, flera personer
  - Albert Ericson (1840–1910), teolog och metodistpastor
  - Albert Eriksson (författare) (1869–1903), tidningsredaktör och poet
  - Albert Eriksson (konstnär) (1912–1994), konstnär
- Albin Eriksson (1879–1959), lantbrukare och politiker
- Albin Eriksson (ishockeyspelare) (född 2000)
- Algot Erikson (1868–1937), keramiker och porslinsmålare
- Aldur Eriksson (1927–2015), finländsk läkare och populationsgenetiker
- Alf Eriksson (född 1948), politiker
- Allan Eriksson, flera personer
  - Allan Eriksson (diskuskastare) (1894–1963)
  - Allan Eriksson (författare) (1916–1963), författare
  - Allan Eriksson (kompositör) (1911–1993), dragspelare och kompositör
- Amalia Eriksson (1824–1923), företagare, polkagrispionjär
- Amer Eriksson Ibragic (född 1994), fotbollsspelare
- Anatole Ericsson (1910–2001), dömd för grovt spioneri
- Anders Eriksson, flera personer
  - Anders Ericsson (1912–1994), konstnär
  - Anders Eriksson (artist) (född 1956), revyartist, komiker och skådespelare
  - Anders Eriksson (bonadsmålare) (1774–1855), bonadsmålare och klockare i Småland
  - Anders Eriksson (enduroförare) (född 1973)
  - Anders Eriksson (gitarrist) (född 1962), gitarrist
  - Anders Eriksson (ishockeyspelare född 1975)
  - Anders Eriksson (ishockeyspelare född 1985)
  - Anders Eriksson (jurist) (född 1944), ämbetsman
  - Anders Eriksson (missionär) (1853–1884), sjömansmissionär
  - Anders Ericsson (politiker) (1798–1880), bruksägare, bergsman och politiker
  - Anders Eriksson (professor) (född 1953), professor i strukturmekanik, prorektor vid KTH
  - Anders Eriksson (åländsk politiker) (född 1960)
  - Anders Ericsson i Malmö (1871–1927), politiker, socialdemokrat
  - Anders Eriksson i Nordkärr (1794–1870), politiker (bondeståndet)
  - Anders Eriksson i Undrom (1891–1959), facklig ombudsman och politiker
  - Anders August Eriksson (1866–1953), lantbrukare och politiker
- Andreas Eriksson, flera personer
  - Andreas Eriksson (fotbollsspelare) (född 1981)
  - Andreas Eriksson (konstnär) (född 1975), målare, skulptör och fotograf
  - Andreas Fredric Ericson (1795–1864), grosshandlare och riksdagsman
- Anita Ericsson (aktiv på 1970-talet), porrskådespelare
- Anna Eriksson (född 1963), tonsättare och musiker
- Anna-Lisa Eriksson (1928–2012), längdskidåkare
- Annalisa Ericson (1913–2011), skådespelare, dansare och revyartist
- Anna-Maria Eriksson (född 1976), fotbollsspelare
- Anna Ulrica Ericsson (född 1966), skådespelare
- Anne-Louise Eriksson (född 1952), präst och teolog i Svenska kyrkan
- Annika Eriksson, flera personer
  - Annika Ericson (född 1960), friidrottare
  - Annika Eriksson (arkitekt) (född 1956)
  - Annika Eriksson (konstnär) (född 1956)
  - Annika Eriksson (politiker) (född 1978), forskare och politiker
- Anthon Eriksson (född 1995), ishockeyspelare
- Anton Eriksson (född 1976), operasångare, baryton
- Arne Eriksson (olika betydelser)
  - Arne Ericson (1904–1971), målare
  - Arne Ericsson (1923–2002), radioman och författare
  - Arne Eriksson (1930–2024), balettdansare
  - Arne Ericsson (musiker) (född 1942), kompositör och arrangör
- Aron Ericson (1840–1922), kompositör och slagverkare
- Arthur Charles Erickson (född 1924), kanadensisk arkitekt
- Artur Erikson (1918–2000), sångarpastor och evangelist
- Arvid Erikson (1865–1934), landstingsdirektör och politiker
- Arvid Eriksson (militär) (1898–1976), militär
- Arvid Eriksson (känd som Partille-Arvid, 1905–1972), original i Göteborg
- Auda Alm-Eriksson (1888–1959), författare
- Axel Eriksson (olika betydelser)
  - Axel Eriksson (1888–1961), arkitekt, uppfinnare av lättbetong
  - Axel Eriksson (1923–2010), konstnär
  - Axel Eriksson (konstnär) (1878–1924), svenskafrikansk målare, tecknare och illustratör
  - Axel Linus Eriksson (1885–1980), målare
  - Axel Wilhelm Eriksson (1846–1901), affärsman, upptäcktsresande och ornitolog

### B
- Backa Hans Eriksson (född 1952), musiker (basist)
- Barbro Ericson (född 1930), operasångerska
- Barbro Eriksson (född 1943), simmare
- Bengt Eriksson, flera personer
  - Bengt Ericson (1920–1998), konstnär
  - Bengt Eriksson (företagsledare) (1926–2019)
  - Bengt Eriksson (kristen låtskrivare) (född 1945), musiklärare
  - Bengt Eriksson (kulturjournalist) (född 1947), författare, musiker
  - Bengt Eriksson (nordisk kombinationsåkare) (1931–2014)
  - Bengt Erik Eriksson (född 1953), sociolog, professor
- Benjamin Eriksson (född 1995), fotbollsspelare
- Berith Eriksson (född 1939), politiker, vänsterpartist
- Bernhard Eriksson (1878–1952), politiker, landshövding
- Bernt Ericson (född 1945), ingenjör, forskningsdirektör
- Bernt Ericsson (född 1942), bandyspelare
- Bernt Erikson (1921–2009), författare
- Bert-Åke Eriksson (född 1944), företagsledare i Stena-sfären
- Bertil Eriksson, flera personer
  - Bertil Ericsson (1908–2002), fotbollsspelare
  - Bertil Eriksson (militär) (1934–2022), flygvapenofficer
  - Bertil Eriksson (politiker) (1890–1948), ombudsman och politiker
  - Bertil Eriksson (skådespelare) (1915–1979)
- Birgit Eriksson (1926–1994), konstnär
- Birgitta Eriksson (född 1948), politiker
- Björn Eriksson, flera personer
  - Björn Ericsson (1943–2018), fotbollsspelare
  - Björn Eriksson (ishockeyspelare) (född 1975)
  - Björn Ericson (scrabblespelare) (född 1982)
  - Björn Ericson (socialdemokrat) (1937–2012), politiker
  - Björn Eriksson (ämbetsman) (född 1945), rikspolischef och landshövding
- Björne Erixon (född 1940), pastor, bibellärare och författare
- Bo Eriksson, flera personer
  - Bo Eriksson (bordtennisspelare) (aktiv 1975), bordtennisspelare
  - Bo Ericson (friidrottare) (1919–1970), släggkastare och viktkastare
  - Bo Eriksson (historiker) (född 1970)
  - Bo Ericson (ishockeyspelare) (född 1958)
  - Bo Eriksson (ishockeyspelare) (född 1959)
  - Bo G. Erikson (född 1933), journalist, författare, programledare och producent i TV
  - Bo Gunnar Eriksson (född 1948), barnskådespelare
  - Bo-Göte Eriksson (född 1937), officer i flygvapnet
  - Bo-Walter Eriksson (född 1939), officer i flygvapnet
  - Boo-Walter Eriksson (född 1939), överste och politiker
- Bob Erixon (född 1957), entreprenör (mobiltelefoner)
- Bobbie Ericson (1925–1999), kompositör och låtskrivare
- Britta Reich-Eriksson (1918–2014), konstnär
- Britt-Marie Eriksson (aktiv 1988), friidrottare (terränglöpare)
- Bror Eriksson (1901–1975), långdistanslöpare
- Byron Erickson (född 1951), amerikansk serieredaktör och författare
- Börje Eriksson (olika betydelser)
  - Börje Ericsson (1924–2017), arkitekt
  - Börje Eriksson (född 1942), styrkelyftare
  - Börje Eriksson (bildhuggare) (aktiv på mitten av 1600-talet)

### C
- Camilla Eriksson (född 1971), handbollsspelare och tränare
- Carl Eriksson (olika betydelser)
  - Carl Ericsson (1792–1859), brukspatron och kommunalpolitiker i Ramsberg
  - Carl Wilhelm Ericson (1840–1928), friherre, generallöjtnant, politiker
  - Carl Ericsson (riksdagsman) (1860–1944), jurist och riksdagsman från Jönköping
  - Carl Ericson (skådespelare) (1885–1970)
  - Carl Eriksson i Ljusdal (1881–1955), möbelhandlare och politiker
  - Carl-Erik Eriksson (1930–2023), bobåkare
  - Carl-Erik Eriksson (rektor) (1904–1992)
  - Carl Gustav Ericson (1878–1947), konstsmed och ciselör, artistnamn "Carl Erco"
  - Carl Johan Erikson (född 1966), konstnär
  - Carljohan Eriksson (född 1995), finländsk fotbollsmålvakt
  - Carl Wilhelm Ericsson (1822–1874), lantbrukare och politiker, "Ericsson i Ullvi"
  - Carl-Åke Eriksson (1934–2015), skådespelare
- Caroline Eriksson (född 1976), författare
- Charles Erickson (1852–1937), svenskamerikansk byggmästare
- Charlie Ericson (1907–1963), målare och illustratör
- Charlotta Eriksson (1794–1862), skådespelare
- Christer Eriksson (olika betydelser)
  - Christer Ericsson (1942–2016), industriman och entreprenör inom sjöfart och offshore
  - Christer Eriksson (född 1943), författare
  - Christer Eriksson (politiker) (född 1954), jordbrukare och politiker
  - Christer Ericsson (professor) (född 1948), idéhistoriker
- Christian Eriksson (olika betydelser)
  - Christian Eriksson (1858–1935), skulptör
  - Christian Ericsson (handbollsspelare) (född 1973)
  - Christian Ericson i Funäsdalen (1868–1944), tullvaktmästare och politiker
- Christina Erikson (född 1973), deckarförfattare och entreprenör
- Christoffer Eriksson, flera personer
  - Christoffer Eriksson (fotbollsspelare) (född 1990)
  - Christoffer Eriksson (handbollsspelare) (född 1995)
  - Christoffer Eriksson (travkusk)  (född 1987), travtränare och travkusk
  - Christoffer H. Ericsson (1920–2009), finländsk författare, konst- och sjöhistoriker
- Claes Eriksson (olika betydelser)
  - Claes Ericson (född 1977), ekonom och författare
  - Claes Eriksson (född 1950), teaterman, revyartist, kompositör
  - Clas Eriksson (född 1973), ishockeyspelare och tränare
  - Claes Eriksson (fotbollstränare) (född 1958)
- Conrad Erikson  (1864–1927), militär
- Corinne Ericson (född 1967), skulptör
- Curt Ericson (1918–2006), skådespelare

### D
- Dag Ericson (1943–2010), politiker, Stockholms län, socialdemokrat
- Dan Eriksson, flera personer
  - Dan Ericsson (född 1957), politiker, Östergötland, kristdemokrat
  - Dan Eriksson (handbollsspelare) (född 1947)
  - Dan Eriksson (politiker) (född 1956), politiker, Stockholm, nydemokrat
  - Dan Eriksson (sångare) (född 1947), åländsk företagare och sångare
- Daniel Ericsson (född 1967), forskare inom ledarskap och organisation
- Daniel Eriksson (född 1974), bandyspelare
- David Eriksson (olika betydelser)
  - David Ericson  (1869–1946), svenskamerikansk konstnär
  - David Ericsson (född 1958), författare, journalist och långtradarchaufför
  - David Erikson (1899–1973), skådespelare
- Dennis Eriksson (född 1973), illustratör och tecknare
- Denny Eriksson (1935–2014), idrottsledare i HV71
- Dick Eriksson (född 1960), skådespelare och röstskådespelare
- Dick Erixon (född 1962), författare, skribent, borgerlig debattör

### E
- Edvin Eriksson (1916–2005), svensk militär.
- Edwin Ericsson (1874–1968), skrev musiken till "Vi gå över daggstänkta berg"
- Egon Ericsson-Weinemo (1914–1987), målare
- Eie Ericsson (1933–2011), lärare och läroboksförfattare
- Einar Eriksson, flera personer
  - Einar Eriksson (författare) (1886–1954), författare, journalist och telegrafinspektör
  - Einar Eriksson (politiker) (1905–1971), direktör och politiker, socialdemokrat
  - Einar Eriksson (tyngdlyftare) (1921–2009)
- Elias Ericson (född 1994), illustratör, serieskapare och författare
- Elin Eriksson, flera personer
  - Elin Ericson (1874–1967), socialt verksam
  - Elin Eriksson (företagare) (1868–1950), affärsidkare
  - Elin Eriksson (politiker) (1886–1966), socialdemokrat, Västmanland
- Elis Eriksson (1906–2006), bildkonstnär, skulptör och författare
- Elis Eriksson (möbelsnickare) (1856–1936), "Elis i Taserud"
- Elisabeth Erikson (född 1947), operasångare
- Ellinor Eriksson (född 1988), politiker, SSU
- Elof Ericsson (1887–1961), industriman och politiker, Åtvidaberg, folkpartist
- Elof Eriksson (1883–1965), författare och redaktör, antisemit
- Elsa Ericson, flera personer
  - Elsa Ericson (konstnär, 1881–1967) (1881–1967), bildkonstnär
  - Elsa Ericson (konstnär, 1920–2007) (1920–2007), bildkonstnär
- Emelia Erixon (född 1987), fotbollsspelare
- Emil Eriksson (född 1996), ishockeyspelare
- Emil Mårten Ericsson (1871–1938), ämbetsman
- Erik Eriksson, flera personer
  - Eric Erickson (1892–1965), svensk-amerikansk basebollspelare
  - Erick Erickson (född 1975), amerikansk konservativ bloggare och TV-kommentator
  - Erick Ericksson (1695–1761), radikalpietist
  - Erik Ericsson (1818–1898), präst och politiker
  - Eric Ericsson (1763–1828), riksdagsman
  - Eric Ericson (dirigent) (1918–2013), dirigent och körledare
  - Erik Eriksson (filmare) (1933–2005), dokumentärfilmare
  - Eric Ericson (författare) (född 1972), formgivare och författare
  - Erik Eriksson (författare) (1937–2021), journalist och TV-producent
  - Erik Eriksson (hydrolog) (1917–2019), professor i hydrologi
  - Eric Ericsson (högerpolitiker) (1882–1962), direktör och sjökapten
  - Erik Eriksson (konstnär) (1911–1997)
  - Eric Ericson (skådespelare) (född 1974)
  - Eric Ericson (socialdemokrat) (1888–1970), Karlskoga
  - Eric Erickson (spion) (1890–1983), svensk-amerikansk affärsman, spionerade för USA
  - Erik Eriksson (trestegshoppare) (född 1980)
  - Erik Eriksson i Böleå (1866–1948), lantbrukare och politiker, liberal
  - Erik Eriksson i Kväcklingen (1857–1936), lantbrukare och politiker, liberal
  - Erik Eriksson i Spraxkya (1864–1939), politiker, bondeförbundare
  - Eric Ericsson i Väsby (1831–1887), hemmansägare och politiker
  - Erik "Saxjerker" Eriksson (1906–1962), jazzmusiker, saxofonist
  - Erik A. Eriksson (född 1969), politiker, centerpartist
  - Erik Gunnar Eriksson (1929–2006), evangelist och väckelsepredikant
  - Erik Gustaf Eriksson i Klaxås (1823–1891), hemmansägare och politiker
  - Erik H. Erikson (1902–1994), dansk-tysk-amerikansk psykoanalytiker
  - Erik Henrik Eriksson (1856–1936), orgelbyggare
  - Erik Josef Ericsson (1877–1960), politiker, socialdemokrat
  - Erik Simons Eriksson (född 1965), musiker, låtskrivare
- Ernst Ericsson (1866–1944), ¨överste, militärhistoriker, författare
- Ernst Eriksson (1881–1956), politiker, socialdemokrat
- Eskil Eriksson (1890–1950), redaktör och sångtextförfattare
- Eskil Eriksson (politiker) (1900–1957), Stockholms län, socialdemokrat
- Estery Ericsson (1887–1943), skådespelare
- Estrid Ericson (1894–1981), företagare, Svenskt Tenn
- Etty Eriksson, (1897–1990) barnavårdsman och politiker, Kristianstad län, socialdemokrat
- Eva Eriksson, flera personer
  - Eva Eriksson (arkitekturhistoriker) (född 1941), konstvetare
  - Eva Eriksson (illustratör) (född 1949), illustratör och författare
  - Eva Eriksson (politiker) ( född 1947), politiker, folkpartist, landshövding
  - Eva Eriksson (skådespelare) (1893–1981), skådespelare och sångare
- Evald Ericsson (1883–1970), småbrukare och politiker, Kopparbergs län, socialdemokrat
- Eve Eriksson (1910–1992), målare och tecknare

### F
- Filip Ericsson (1882–1951), seglare
- Filip Eriksson  (född 1998), fotbollsmålvakt
- Folke Eriksson, flera personer
  - Folke Ericson (1906–1987), ämbetsman
  - Folke Ericsson (militär) (1888–1954)
  - Folke Ericsson (byggmästare) (1905–1998)
  - Folke Eriksson (militär) (1881–1962)
  - Folke Eriksson (friidrottare) (1906–1971)
  - Folke Eriksson (konstnär) (1913–1992)
- Frans Ericson (1879–1949), politiker, Östergötland, socialdemokrat
- Frans Otto Eriksson (1876–1953), bagare och rånare
- Fred Eriksson (1914–2007), författare
- Fredrik Eriksson, flera personer
  - Fredrik Ericsson (1975–2010), bergsbestigare och extremskidåkare
  - Fredrik Eriksson (ishockeymålvakt) (född 1980)
  - Fredrik Eriksson (ishockeyspelare) (född 1983)
  - Fredrik Eriksson (kock) (född 1964), kock och krögare
  - Fredrik Eriksson (politiker) (född 1975), sverigedemokratisk riksdagsledamot.
  - Fredrik Erixon (född 1973), ekonom och författare
- Fridtiof Erichsson (1891–1987), konservator och målare
- Fritz H. Eriksson (1889–1970), företagsledare och konstvän

### G
- Gabrielle Eriksson (född 1980), fotbollsspelare
- Gary Eriksson (född 1947), ishockeydomare
- Georg Ericson (1919–2002), fotbollsspelare, tränare och förbundskapten
- Georg "Girre" Ericsson (1922–2009), fotbollsspelare
- Gideon Eriksson (1871–1936), sportskytt
- Greta Ericson (1914–2006), skådespelare
- Greta Erikson (1919–2014), pianist
- Gunda Erikson (född 1932), målare och hattmodist
- Gunnar Eriksson, flera personer
  - Gunnar Ericsson (centerpolitiker) (1906–1974), satirisk författare, Näs
  - Gunnar Eriksson (dirigent) (född 1936), kördirigent och professor
  - Gunnar Ericsson (företagare) (1919–2013), idrottsledare, politiker, Åtvidaberg
  - Gunnar Eriksson (journalist) (född 1947), radiojournalist
  - Gunnar Eriksson (längdskidåkare) (1921–1982)
  - Gunnar Eriksson (vetenskapshistoriker) (1931–2024), professor
  - Gunnar Eriksson i Mörviken (1833–1901), lantbrukare och politiker
- Gunnar-Bo Ericson (1933–2017), sjömilitär
- Gunvor G. Ericson (född 1960), politiker, miljöpartist
- Gustav Eriksson, flera personer
  - Gustaf Erikson (1872–1947), åländsk redare av segelfartyg
  - Gustaf Erikson (bilkonstruktör) (1859–1922), ingenjör
  - Gustaf Ericsson (folkminnesupptecknare) (1820–1894)
  - Gustaf Ericson (friidrottare) (1912–1999)
  - Gustaf Ericsson (författare och spion) (1900–1967)
  - Gustaf Ericson (innebandyspelare) (född 1980)
  - Gustaf Eriksson (journalist) (1789–1865), läkare och publicist
  - Gustaf Eriksson (jurist) (1895–1976)
  - Gustaf Eriksson (kyrkoherde) (1863–1958), präst och författare
  - Gustaf Eriksson (politiker) (1876–1961), godsägare, bondeförbundare
  - Gustaf Ericson (tidningsredaktör) (1861–1935)
  - Gustaf Erikson i Myckelgård (1840–1914), hemmansägare och politiker
  - Gustaf Ericsson i Stockholm (1835–1914), järnarbetare, fastighetsägare, politiker
  - Gustaf Ericsson i Väsby (1851–1921), lantbrukare och politiker
  - Gustaf E. Ericson (1861–1935), tidningsman
  - Gustaf L.M. Ericsson (1880–1965), ingenjör och bilkonstruktör
- Göran Ericsson (1942–2011), kriminalinspektör och politiker, moderat
- Göran O. Eriksson (1929–1993), författare, regissör och översättare
- Gösta Ericsson (1899–1967), skådespelare och kortfilmsregissör
- Gösta Eriksson (1931–2024), roddare
- Gösta Eriksson (läkare) (1892–1962), psykiater
- Göthe Ericsson (1925–2011), teaterman

### H
- Halvar Eriksson (1855–1936), lantbrukare och politiker
- Hanna Eriksson, flera personer
  - Hanna Erikson (född 1990), längdskidåkare
  - Hanna Eriksson (simmare) (född 1984)
  - Hanna Eriksson (simmare, född 1999)
  - Hanna Eriksson (textilkonstnär) (1887–1989)
- Hans Eriksson, flera personer
  - Hans Ericson (1928–1987), fackförbundsledare
  - Hans Ericson (1868–1945), konteramiral och sjöminister
  - Hans Eriksson (friidrottare) (1903–1997)
  - Hans Eriksson (handbollsspelare) (1943–1988), landslagsspelare
  - Hans Eriksson (ishockeyspelare) (1932–1971), tränare
  - Hans Eriksson (målare) (1500-talet)
  - Hans Eriksson (skådespelare) (aktiv 1974–2000)
  - Hans "Hasse" Erikson (1932–1996), konstnär och illustratör
  - Hans Eriksson (militär) (född 1956), militär
  - Hans Christer "HC" Ericson (1945–2012), grafisk formgivare
  - Hans-Erik Eriksson (1921–1998), konstnär
  - Hans-Ola Ericsson (född 1958), organist, tonsättare och professor
- Harald Eriksson, flera personer
  - Harald Ericson (1890–1972), arkitekt
  - Harald Ericsson (1826–1894), bruksägare och politiker
  - Harald Erikson (konstnär) (1889–1948)
  - Harald Eriksson (skidåkare) (1921–2015)
- Harry Eriksson, flera personer
  - Harry Eriksson (bartender) (1917–1990)
  - Harry Eriksson (diplomat) (1892–1957)
- Hasse Eriksson (jazzmusiker) (1927–1978)
- Helena Eriksson (född 1962), författare och översättare
- Helge Ericson (1890–1953), ingenjör, ämbetsman och företagsledare
- Helge Eriksson (1895–1952), musiker, artistnamn "Fiol-Pelle)
- Henrik Eriksson, flera personer
  - Henrik Eriksson (forskare) (född 1973), kvalitets- och verksamhetsutvecklare
  - Henrik Eriksson (ishockeyspelare född 1979)
  - Henrik Eriksson (ishockeyspelare född 1988)
  - Henrik Eriksson (ishockeyspelare född 1990)
  - Henrik Eriksson (ishockeyspelare född 1996)
  - Henrik Eriksson (journalist) (född 1986)
  - Henrik Eriksson (längdåkare) (född 1974)
  - Henrik Eriksson (musiker) (född 1974), nyckelharpist
- Henry Ericsson, flera personer
  - Henry Eriksson (1920–2000), friidrottare
  - Henry Ericsson (byggmästare) (1861–1947), svenskamerikansk byggmästare
  - Henry Ericsson (konstnär) (1898–1933), finländsk konstnär
- Herman Ericsson (1891–1969), politiker, socialdemokrat
- Herman Eriksson (1892–1949), politiker och diplomat
- Hilda Ericsson (1860–1941), maka till Lars Magnus Ericsson
- Hildur Ericsson (1892–1983), lärare och politiker
- Hilmer Eriksson (1881–1962), konstnär
- Hjalmar Erikson (1873–1953), byggnadsingenjör och arkitekt
- Hjalmar Eriksson (1895–1973), gruvarbetare och författare
- Hugo Ericsson (1893–1964), jurist
- Håkan Eriksson, flera personer
  - Håkan Ericson (född 1960), fotbollstränare
  - Håkan Eriksson (civilingenjör) (född 1961)
  - Håkan Eriksson (ishockeyspelare) (född 1956), tränare
  - Håkan Eriksson (orienterare) (född 1961)

### I
- Ida Ericson-Molard (1853–1927), skulptör
- Ida-Kristina Eriksson (1912–2003), konstnär
- Ing-Marie Eriksson (1932–2025), författare och ämneslärare
- Inga Eriksson Fogh (född 1950), civilekonom och diplomat
- Ingeborg Erixson (1902–1992), författare
- Ingegerd Eriksson (1932–2004), artist och låtskrivare
- Ingela Ericson (född 1947), friidrottare
- Ingela Ericsson (född 1968), kanotist
- Ingemar Eriksson (1950–2023), handbollstränare och idrottsledare
- Ingemar Eriksson (1929–1997), fotbollsspelare
- Ingemar G. Erixon (1928–2008), tecknare och grafiker
- Ingrid Ericson Jogsten (född 1980), fotbollsspelare
- Ingvar Eriksson (olika betydelser)
  - Ingvar Ericsson (1927–2020), friidrottare
  - Ingvar Eriksson (1936–2010), politiker, moderat
  - Ingvar Ericsson (cyklist) (1914–1995), tävlingscyklist
  - Ingvar Eriksson (företagsledare) (1928–2001)
  - Ingvar Eriksson (simmare) (1944–2015)
- Irma Erixson (född 1937), skådespelare
- Isabelle Eriksson (född 1986), friidrottare
- Isidor Eriksson (1909–1979), fotbollsspelare
- Ivar Eriksson (1909–1997), fotbollsspelare

### J
- Jakke Erixson (född 1986), musiker, låtskrivare och producent
- Jakob Eriksson, flera personer
  - Jacob Ericksson (född 1967), skådespelare
  - Jacob Ericsson (född 1993), fotbollsspelare
  - Jakob Erikson (1848–1915), bokförläggare och politiker
  - Jacob Eriksson (född 1991), basketspelare
  - Jakob Eriksson (botaniker) (1848–1931), lantbruksvetenskaplig författare
  - Jacob Ericksson (pietist) (1689–1737), radikalpietist
  - Jakob Eriksson (politiker) (född 1974), sverigedemokrat
- Jan Eriksson, flera personer
  - Jan Erixon (född 1962), ishockeyspelare
  - Jan Ericson (arkitekt)(1923–2019)
  - Jan Ericsson (bandyspelare) (1944–2006)
  - Jan Eriksson (fotbollsspelare) (född 1967)
  - Jan Eriksson (ishockeyspelare), flera personer 
    - Jan Ericson (ishockeyspelare) (född 1962)
    - Jan Eriksson (ishockeyspelare, född 1956)
    - Jan Eriksson (ishockeyspelare, född 1958)

  - Jan Ericson (politiker) (född 1961), politiker, moderat
  - Jan "Moltas" Erikson (1932–1988), underhållare och psykiater, se Moltas nedan
  - Jan ”Tollarparn” Eriksson (1939–2009), jazzpianist
  - Jan-Anders Eriksson(född 1944), bildkonstnär
  - Jan E. Eriksson (1940–1986), bankman, rederianställd och ämbetsman
- Jane Ericsson (1925–2015), friidrottare
- Janine Alm Ericson (född 1973), politiker, miljöpartist
- Janne Ericson (född 1950), skådespelare
- Jarl-Thure Eriksson
- Jeanette Eriksson (född 1961), författare
- Jens Eriksson (politiker), 1925–1993
- Jens Eriksson (skidåkare), född 1987
- Jerker Eriksson (född 1974), författare
- Jerker Eriksson (1911–1995), konstnär
- Jerker Eriksson (illustratör)
- Jerker A. Eriksson (1931–2019), filmvetare
- Jesper Eriksson (född 1983), bandyspelare
- Jessie Wessel Eriksson (1894–1948), skådespelare
- Jessica Eriksson (född 1975), språkvetare och författare
- Jimmie Ericsson (född 1980), ishockeyspelare
- Jimmy Eriksson (född 1991), racerförare
- Joacim Eriksson (född 1990), ishockeymålvakt
- Joakim Ericsson (född 1972), målare, konstskolerektor
- Joakim Eriksson (född 1976), ishockeyspelare
- Joel Eriksson, flera personer
  - Joel Eriksson (geograf) (1883–1930), statshydrograf
  - Joel Eriksson (racerförare) (född 1998)
  - Joel Eriksson (skridskoåkare) (född 1984)
- Johan Eriksson, flera personer
  - Johan Erickzon (1816–1899), lantbrukare och politiker
  - Johan Ericson (1849–1925), konstnär
  - Johan Erikson (född 1985), backhoppare
  - Johan Ericsson (1785–1855), hemmansägare och politiker
  - Johan Ericsson (1834–1894), hemmansägare och politiker
  - Johan Erikson (botaniker) (1862–1938), författare och botaniker
  - Johan Eriksson (ishockeyspelare) (född 1993)
  - Johan Eriksson (advokat) (född 1964), försvarsadvokat
  - Johan Eriksson (statsvetare) (född 1967), professor
  - Johan Eriksson i Bjärsby (aktiv 1865–1866), lantbrukare och politiker
  - Johan Ericsson i Norrby (1827–1915), lantbrukare och politiker
  - Johan Ericsson i Vallsta (1852–1936), lantbrukare och politiker
  - Johan Edvard Ericsson (1836–1871), skulptör och medaljgravör
  - Johan Eric Ericsson (1837–1910), lantbrukare och politiker
  - Johan Erik Erikson (1838–1883), uppfinnare och mekaniker
  - Johan Peter Ericsson (1806–1853), organist och tonsättare
- Johann Erichson (1700–1776), svensk präst och författare i Pommern
- Johann Erichson (estetiker) (1777–1856), professor i estetik vid Greifwalds universitet
- Johannes Ericson (1850–1894), hemmansägare och politiker
- Johannes Erikson (1839–1912), direktör och politiker
- Johannes Eriksson (1869–1939), åländsk bonde och politiker
- John Eriksson, flera personer
  - John Ericsson (1803–1889), uppfinnare
  - John Eriksson (1896–1991), göteborgsoriginal, känd som "Fiolmannen"
  - John Ericsson (byggnadsingenjör) (1868–1934), svenskamerikansk byggnadsingenjör
  - John Eriksson (fotbollsspelare) (1929–2020)
  - John Ericson (ingenjör) (1858–1927), svensk-amerikansk väg- och vattenbyggnadsingenjör
  - John Ericsson (ingenjör) (1885–1949), väg- och vattenbyggnadsingenjör
  - John Ericsson (konstnär) (1877–1951), dekorationsmålare
  - John Ericson (landshövding) (1834–1895), friherre, ämbetsman och politiker
  - John Eriksson (mykolog) (1921–1995)
  - John Ericson (skådespelare) (1926–2020), tysk-amerikansk skådespelare
  - John Ericsson (skådespelare) (1883–1945), inspicient
  - John Eriksson (slagverkare) (född 1974), musiker, kompositör och musikproducent
  - John Eriksson i Bäckmora (1915–1974), lantbrukare och politiker, centerpartist
  - John Ericsson i Kinna (1907–1977), politiker, statsråd, socialdemokrat
  - John Alexander Ericson (född 1972), rockmusiker
  - John Axel Eriksson (född 1978), skådespelare
  - John Edward Erickson (1863–1946), amerikansk politiker, demokrat, Montana
  - John Olof Ericsson (1891–1978), författare
- Jonas Eriksson, flera personer
  - Jonas Eriksson (fotbollsdomare) (född 1974)
  - Jonas Eriksson (politiker född 1896) (1896–1970), lantbrukare och politiker, högerman
  - Jonas Eriksson (politiker född 1967), miljöpartist
  - Jonas Eriksson i Lindehult (1848–1932), lantbrukare och politiker
- Jonathan Ericsson (född 1984), ishockeyspelare
- Josef Eriksson (1872–1957), tonsättare
- Julia Eriksson (född 1994), handbollsspelare
- Julia Eriksson (politiker)(född 1998), centerpartist
- Jörgen Ericsson (född 1953), konteramiral och försvarsattaché
- Jörgen Eriksson (född 1971), ishockeyspelare
- Jörgen I Eriksson  (född 1948), författare och journalist, shamanist
- Jösse Eriksson (död 1436), dansk fogde

### K
- K. Anders Ericsson (1947–2020), psykologiprofessor
- K. Bengt Eriksson (född 1933), jordbruksforskare
- Kaj Eriksson (född 1964), bordtennisspelare och tränare
- Kalle Eriksson (född 1984), barnskådespelare, numera lärare
- Karin Eriksson, flera personer
  - Karin Eriksson (länsantikvarie) (1937–2014)
  - Karin Eriksson (journalist, född 1967), chefredaktör Mariestads-Tidningen
  - Karin Eriksson (journalist, född 1971), journalist och korrespondent vid DN
- Karina Ericsson Wärn (född 1963), modeskribent och kurator
- Karl Eriksson, flera personer
  - Karl Erixon (tidigare Carl Johan Ericsson) (1827–1900), svenskamerikansk skollärare, organist och missionspastor
  - Karl Erikson (arkitekt) (1883–1961)
  - Karl Eriksson (kooperatör) (1878–1965)
  - Karl Eriksson (veterinär) (1892–1960), professor, högskolerektor
    - Karl Erik Eriksson (1925–2010), lantbrukare, auktionsutropare och politiker, folkpartist, Arvika
    - Karl-Erik Eriksson (biokemist) (1932–2008)
    - Karl-Erik Eriksson (direktör) (1886–1965), elektroingenjör
    - Karl-Erik Eriksson (fysiker) (född 1935)
- Katie Eriksson (vårdvetare) (1943–2019), finlandssvensk professor
- Kenneth Eriksson (född 1956), rallyförare
- Kenneth Eriksson (matematiker) (född 1952), professor
- Kicken Ericson (född 1947), textilkonstnär
- Kim Eriksson (född 1984), sverigefinländsk travtränare och travkusk
- Kimmo Eriksson (född 1967), matematiker, professor
- Kjell Eriksson, flera personer
  - Kjell Ericsson (jurist) (1909–1990), jurist, hovrättslagman
  - Kjell Ericsson (politiker) (född 1946), politiker, centerpartist
  - Kjell Eriksson (författare) (född 1953), politiker, trädgårdsmästare
  - Kjell Eriksson (radioman) (född 1975)
  - Kjell-Erik Eriksson (född 1971), violinist och spelman
  - Kjell-Åke Eriksson (född 1955), musiker, låtskrivare, revyartist, känd som "Körven"
- Klara Eriksson (född 1972), metallformgivare
- Klas Eriksson (skådespelare) (född 1985), skådespelare och komiker
- Knut Eriksson (ingenjör) (1868–1942)
- Knut Eriksson (till Nääs) (död mellan 1535 och 1539), godsägare och riksråd
- Kristina Eriksson (född 1948), målare och tecknare
- Kristina Ekero Eriksson (född 1969), vetenskapsjournalist, författare och programledare
- Kristoffer Ericson (född 1978), programvaruutvecklare

### L
- Lars Eriksson, flera personer
  - Lars Ericsson (född 1952), författare och debattör
  - Lars Ericson (biolog) (född 1945), professor i ekologisk botanik
  - Lars Ericsson (friidrottare) (född 1957)
  - Lars Eriksson (musiker) (född 1980), singer-songwriter
  - Lars Eriksson (politiker) (född 1970), socialdemokrat, Västmanland
  - Lars Eriksson i Bäck (1855–1925), lantbrukare och politiker
  - Lars Ericson Wolke (född 1957), historiker och författare
  - Lars-Arne Ericsson (född 1955), friidrottare
  - Lars-Börje Eriksson (född 1966), alpin skidåkare
  - Lars D. Eriksson (född 1938), finländsk jurist
  - Lars Eric Ericsson (född 1943), politiker, socialdemokrat, Gävleborg, landshövding
  - Lars-Gunnar Eriksson (1942–1990), studentpolitiker
  - Lars-Ivar Ericson (född 1948), politiker, centerpartist, Skåne
  - Lars Magnus Ericsson (1846–1926), uppfinnare och företagare
  - Lars O. Ericsson (född 1944), praktisk filosof, konstskribent
  - Lars Olov Eriksson (född 1950), präst och teolog, högskolerektor
  - Lars-Uno Ericson (född 1946), konstnär
- Lasse Eriksson (1949–2011), artist och författare
- Lasse Eriksson (fotbollsspelare) (född 1965)
- Leif Eriksson (olika betydelser), flera personer
  - Leif Erickson (1911–1986), amerikansk skådespelare
  - Leif Eriksson (omkring 970–1020), isländsk upptäckare
  - Leif Eriksson (fotbollsspelare) (född 1942), fotbolls- och bandyspelare
  - Leif Ericsson (heraldiker) (född 1971), konstnär och heraldiker
  - Leif Eriksson (instrumentmakare), musikinstrumentbyggare
  - Leif Ericsson (skådespelare) (född 1942)
  - Leif Ericsson (politiker), politiker, bland annat sverigedemokrat
  - Leif Eriksson (silversmed) (född 1950), silversmed, bildkonstnär och gallerist
  - Leif Eriksson (tecknare) (född 1942), illustratör, ornitolog
- Lena Ericsson (född 1952), sångerska och skådespelare
- Lena Erixon (född 1960), ämbetsman
- Lena B. Eriksson (född 1960), skådespelare
- Lennart Erkiksson (olika betydelser)
  - Lennart Eriksson (född 1956), basist i "Ebba Grön"
  - Lennart Eriksson (brottare) (1939–2017)
  - Lennart Eriksson (handbollsspelare) (född 1944)
- Lenny Eriksson (född 1954), ishockeytränare
- Lester Eriksson (1942–2021), simmare
- Lina Eriksson (född 1976), kompositör och sångtextförfattare
- Lina Eriksson (konstnär) (1894–1989), skulptör
- Lisa Ericson (född 1988), seglare
- Liss Eriksson (1919–2000), skulptör
- Lotta Ericson (född 1969), fridykare
- Lotti Eriksson (1912–?), konstnär
- Loui Eriksson (född 1985), ishockeyspelare
- Louise Erixon (född 1989), politiker, kommunalråd, sverigedemokrat
- Lukas Eriksson (född 1988), ishockeyspelare

### M
- Magdalena Eriksson (född 1993), fotbollsspelare
- Magnus Eriksson (olika betydelser), flera personer
  - Magnus Ericsson (född 1956), violinist, dirigent, pedagog
  - Magnus Erikson (1957–2015), skivbolagsdirektör och konsertarrangör
  - Magnus Eriksson (1316–1374), kung av Sverige och Norge
  - Magnus Eriksson (fotbollsspelare) (född 1990)
  - Magnus Eriksson (friidrottare) (aktiv 1896–1898)
    - Magnus Eriksson (ishockeyspelare född 1973)
    - Magnus Eriksson (ishockeyspelare född 1979)

  - Magnus Eriksson (skådespelare) (född 1948)
- Maj-Britt Eriksson (1914–1986), författare
- Maja Eriksson (född 1991), handbollsspelare
- Malin Eriksson, flera personer
  - Malin Ericsson (aktiv 1998), stavhoppare
  - Malin Erixon (född 1975), regissör, manusförfattare, animatör och illustratör
  - Malin Eriksson (författare)  (född 1979), barnboksförfattare
  - Malin Eriksson (häcklöpare) (född 1991)
  - Malin Eriksson (innebandyspelare) (född 1988)
  - Malin Eriksson (låtskrivare)
- Manne Eriksson (1895–1972), arkivarie och hembygdsforskare
- Marcus Eriksson , flera personer
  - Marcus Ericsson (född 1990), racerförare
  - Markus Eriksson (född 1989), tennisspelare
  - Marcus Eriksson (basketspelare) (född 1993)
  - Marcus Eriksson (innebandyspelare) (född 1988)
  - Marcus Eriksson (ishockeyspelare) (född 1985)
  - Markus Eriksson (sportjournalist) (född 1980)
- Maria Eriksson, flera personer
  - Maria Ericson (född 1954), skådespelare och teaterchef
  - Maria Eriksson (författare), pseudonym
  - Maria Eriksson (hundratioåring) (1900–2011),
  - Maria Eriksson (musiker), gitarrist, sångerska och låtskrivare
  - Maria Eriksson (skribent) (född 1977), författare, chefredaktör
  - Maria Erixon Levin (född 1963), kläddesigner och företagare
- Marianne Eriksson (olika betydelser)
  - Marianne Eriksson (född 1952), politiker, vänsterpartist
  - Marianne Eriksson (född 1934), målare och grafiker
  - Marianne Eriksson (född 1952), målare och tecknare
- Marika Ericson (född 1977), jurist
- Markus Eriksson (född 1989), tennisspelare
- Markus Eriksson (sportjournalist) (född 1980)
- Martin Eriksson, flera personer
  - Martin Ericsson (fotbollsspelare) (född 1980)
  - Martin Ericsson (skådespelare) (1891–1973)
  - Martin Eriksson (stavhoppare) (född 1971)
  - Martin Eriksson (tecknare) (född 1972)
  - Martin Eriksson (trestegshoppare) (född 1983)
- Mats Eriksson, flera personer
  - Mats Ericson (född 1959), läkare, professor, högskolerektor
  - Mats Erixon (född 1958), friidrottare
  - Mats Eriksson (dragracingförare) (född 1958)
  - Matts Eriksson (guldsmed) (aktiv omkring år 1600)
  - Mats Eriksson (konstnär) (född 1945), skulptör
  - Mats Ericson (musiker) (född 1945), organist
  - Mats Eriksson (politiker) (född 1959), moderat
  - Matts Eriksson (skulptör) (1905–1981)
- Mauritz Eriksson (1888–1947), sportskytt
- Mia Eriksson (född 1987), längdskidåkare
- Mia Eriksson (skådespelare)(född 1978)
- Mikael Eriksson, flera personer
  - Mikael Ericsson (född 1960), rallyförare
  - Mikael Eriksson (dansbandsmusiker) (född 1970)
  - Mikael Eriksson (fysiker) (född 1945)
  - Mikael Eriksson (ishockeyspelare) (född 1987)
  - Mikael T. Eriksson (född 1985), kommunalråd, Sundbyberg
- Milton Erickson (1901–1980), amerikansk psykiater
- Moa Eriksson Sandberg (född 1981), författare
- Moltas Erikson (1932–1988), underhållare och psykiater
- Mårten Eriksson, musiker, låtskrivare, producent

### N
- Nadja Eriksson (född 1955), kompositör, körledare och kyrkomusiker
- Nancy Eriksson (1907–1984), politiker, socialdemokrat
- Niclas Ericsson (född 1965), journalist och författare
- Niklas Eriksson (född 1969), ishockeyspelare
- Niklas Eriksson (friidrottare) (född 1969)
- Nils Eriksson, flera personer
  - Nils Ericson (1802–1870), kanal- och järnvägsbyggare, friherre
  - Nils Eriksson (befallningsman) (1621–?)
  - Nils Ericsson (höjdhoppare) (aktiv 1896–1899)
  - Nils Erikson (musiker)  (född 1966), kompositör och producent
  - Nils Eriksson (musiker) (1902–1978), musikdirektör och tonsättare
  - Nils Ericson (skådespelare) (1906–1980), skådespelare och sångare
  - Nils Eriksson (språkvetare) (1907–1981)
  - Nils Einar Eriksson (1899–1978), arkitekt
- Nomie Eriksson (född 1955), ekonom, författare och sångtextförfattare
- Magnus "Norpan" Eriksson (född 1966), musiker

### O
- Ola Ericson (1920–2011), serieskapare och illustratör
- Ola Eriksson (1852–1942), bildhuggare
- Ollas Anders Ericsson (1858–1929), lantbrukare och politiker
- Ollas Erik Eriksson (1872–1953), lantbrukare och politiker
- Olle Eriksson (olika betydelser), flera personer
  - Olle Ericson (1912–1991), företagsledare
  - Olle Ericsson (1890–1950), sportskytt
  - Olle Eriksson (född 1925), politiker, centerpartist, Dalsland
  - Olle Ericson (1902–1976), konstnär
  - Olle Eriksson (1916–1994), konstnär
  - Olle Eriksson (fysiker) (född 1960)
  - Olle Ericson (konstnär) (1921–2005)
- Olof Eriksson, flera personer
  - Olof Ericsson (1778–1818), bergsman
  - Olof Erikson (1844–1929), lantbrukare och politiker
  - Olof Eriksson (arkitekt) (född 1926)
  - Olof Eriksson (heraldiker) (1911–1987), finländsk heraldisk konstnär
- Oscar Erickson (1847–1931), domänintendent, hemmansägare och politiker
- Oskar Eriksson (curlingspelare) (född 1991)
- Oscar Ericson (1866–1943), lantbrukare och politiker
- Oskar Erikson (1845–1887), arkitekt
- Oscar Ericson (konstnär) (1889–1964), målare, skulptör, konstskribent och ingenjör
- Oskar Theodor Eriksson (1853–1899), grafiker och litograf
- Otto Eriksson (född 1995), fotbollsspelare
- Ove Eriksson (född 1956), växtekolog
- Ove Eriksson (politiker) (1931–2017), moderat

### P
- Pamela Eriksson (1908–1984), sydafrikansk-finländsk författare
- Patrick Eriksson (född 1947), finländsk arkitekt
- Patrik Erickson (född 1969), ishockeyspelare
- Patrik Eriksson-Ohlsson (född 1974), fotbollsspelare
- Per Eriksson, flera personer
  - Per Ericson (1965–2007), journalist och författare
  - Pehr Ericsson (1815–1892), lantbrukare och politiker
  - Per Eriksson (disponent) (1851–1928), bruksdisponent
  - Per Eriksson (friidrottare) (1925–2016), mångkampare
  - Pehr Eriksson (journalist) (1861–1922), journalist och redaktör
  - Per Eriksson (professor) (född 1949), universitetsrektor
  - Per Eriksson (skidskytt) (född 1979)
  - Per Eriksson (Wast) (1596–1680), bonde, nämndeman och bondeståndets talman
  - Pehr Eriksson i Nysäter (1799–1872), lantbrukare och politiker
  - Per Gustaf Ericsson (1820–1894), folklivsskildrare och dialektforskare
  - Per K. Eriksson (född 1960), travkusk och travtränare
- Per-Ola Eriksson (född 1946), politiker, centerpartist och ämbetsman
- Per-Olof Eriksson, flera personer
  - Per-Olof Ericsson (simmare) (1938–2024), simmare
  - Per Olof Eriksson (skådespelare) (1933–1988), skådespelare
  - Per-Olof Eriksson (civilingenjör) (född 1938), civilingenjör och företagsledare
  - Per Olof Eriksson i Fanbyn (1844–1905), hemmansägare och politiker
- Per-Ove Eriksson (1948–2008), militär
- Peter Eriksson (olika betydelser), flera personer
  - Peter Erikson (född 1960), PR-konsult
  - Peter Erixon (född 1976), programledare i Sveriges Radio
  - Peter Eriksson (biokemist) (född 1944), finländsk biokemist
  - Peter Ericson (diplomat) (född 1964)
  - Peter Eriksson (fotbollsspelare) (född 1969)
  - Peter Eriksson (friidrottare) (född 1964), löpare
  - Peter Eriksson (ishockeyspelare) (född 1965)
  - Peter Eriksson (medicinsk forskare) (1959–2007), professor, hjärnforskare
  - Peter Ericson (musiker) (född 1966), musiker och låtskrivare
  - Peter Eriksson (musiker) (född 1953), altviolinist och musikadministratör
  - Peter Eriksson (politiker) (född 1958), miljöpartist
  - Peter Eriksson (ryttare) (född 1959), banhoppare
  - Peter Ericson (snöskoterförare) (född 1981)
  - Peter "Firsov" Eriksson (född 1960), ishockeyspelare
  - Peter Lucas Erixon (född 1962), författare
  - Peter R. Ericson (född 1950), musiker och musikproducent
  - Peter X. Eriksson (född 1968), författare och satiriker
- Petter Eriksson (född 1988), orienterare
- Pi Eriksson (född 1946), konstnär
- Pierre Eriksson (född 1974), dragspelare, pianist, kompositör och arrangör
- Pontus Eriksson, bordshockeyspelare
- Pär Ericson (1941–1999), skådespelare
- Pär Ericsson (född 1988), fotbollsspelare

### R
- Ragnar Ericson (1900–1979), kemiingenjör
- Reed Erickson (1917–1992), amerikansk transperson och filantrop
- Reinhold Ericson (1845–1928), översättare, journalist och tidningsredaktör
- Rickard Ericsson (född 1974), IT-entreprenör
- Robert Eriksson, flera personer
  - Robert Erikson (född 1938), sociolog, professor
  - Robert Eriksson (musiker) (född 1972), musiker, trumslagare
  - Robert Eriksson (pastor) (född 1978), pastor, musiker och författare
  - Robert Eriksson (politiker) (född 1974), norsk politiker i Fremskrittspartiet
  - Robert Eriksson (speedwayförare) (född 1974)
  - Roberth Ericsson (född 1976), poet, redaktör och skribent
- Robin Eriksson (född 1991), fotbollsspelare
- Roger Eriksson (född 1960), åländsk politiker och landskapsåklagare
- Roger Eriksson (racerförare) (född 1988)
- Roky Erickson (född 1947), amerikansk rockmusiker och sångare
- Roland Eriksson (född 1954), ishockeyspelare
- Roland Eriksson (professor) (född 1944), elektrotekniker
- Rolf Ericson (1922–1997), jazzmusiker
- Rolf Ericzon (född 1937), kyrkomusiker och organist
- Rolf Eriksson, senare Brennerfelt, (född 1961), politiker, centerpartist
- Rolf Eriksson-Hemlin (1918–2000), ishockeyspelare
- Rolf O. Eriksson (född 1939), målare och skulptör
- Ronny Eriksson (född 1953), komiker och sångare
- Rune Ericson (född 1924), regissör och filmfotograf
- Rune Eriksson  (1917–1977), väg- och vattenbyggnadsingenjör

### S
- Sandra Eriksson (född 1989), finländsk hinderlöpare
- Sara Eriksson Dikanda (född 1974), brottare
- Sara Eriksson (född 1981), handbollsspelare
- Sara-Vide Ericson (född 1983), konstnär
- Sebastian Eriksson (född 1989), fotbollsspelare
- Sebastian Erixon (född 1989), ishockeyspelare
- Sigfrid Ericson (1879–1958), arkitekt och rektor
- Sigge Ericsson (1930–2019), skridskoåkare
- Signe Eriksson-Högefjord (1913–1996), pastor i Svenska missionsförbundet
- Sigurd Erixon (1888–1968), etnolog och kulturhistoriker
- Siv Eriksson (1918–2005), skådespelare med namnet Siv Ericks
- Siw Erixon (född 1957), skådespelare
- Sofie Ericson (född 1992), discodansare
- Solveig Ericsson (1932–2016), friidrottare
- Stefan Eriksson (diplomat)
- Stefan Eriksson (född 1961), ligaledare
- Sten Eriksson (olika betydelser)
  - Sten Erickson (1929–2025), friidrottare
  - Sten Ericson (1909–2001), skulptör
  - Sten Ericsson (1919–1999), arkitekt
  - Sten Eriksson  (1922–?), målare och grafiker
- Steve Erickson (född 1950), amerikansk författare
- Steven Erikson (född 1959), pseudonym för Steve Rune Lundin, kanadensisk författare
- Stig Eriksson (olika betydelser)
  - Stig Ericson (1929–1986), författare och musiker
  - Stig Erikson (1905–1962), läkare
  - Stig Eriksson (född 1949), politiker, vänsterpartist
  - Stig Eriksson (filmvetare) (född 1946), filmvetare, provkonstruktör och politisk aktivist
  - Stig H:son Ericson (1897–1985), amiral, riksmarskalk
  - Stig Ossian Ericson (1923–2012), skådespelare, regissör och manusförfattare
- Stina Eriksson-Friman (1911–1994), konstnär
- Sture Eriksson (olika betydelser)
  - Sture Ericson (1912–1979), skådespelare och regissör
  - Sture Ericsson (1898–1945), gymnast
  - Sture Erixon (1928–2018), företagsledare
  - Sture Ericson (femkampare) (1929–1990), modern femkampare
  - Sture Ericson (politiker) (född 1937), chefredaktör och politiker, socialdemokrat
- Sune Eriksson (född 1939), åländsk politiker
- Sussie Eriksson (född 1963), sångerska och skådespelare
- Sven Eriksson (olika betydelser)
  - Sven Ericson (1886–1956), konstnär
  - Sven Ericsson (1921–2004), skådespelare
  - Sven Erikson (1801–1866), textilförläggare och fabrikör
  - Sven Eriksson (1919–2009), friidrottare
  - Sven Selånger, före 1939 Eriksson (1907–1992), backhoppare
  - Sven Erixson (1899–1970), konstnär, känd som "X-et"
  - Sven-Erik Eriksson (1913–1981), skolledare och politiker
  - Sven-Erik Eriksson (direktör) (1901–1959), verksam vid ASEA
  - Sven-Göran Eriksson (1948–2024), fotbollstränare, känd som "Svennis"
  - Sven Olov Eriksson (1929–1999), friidrottare
- Sverre Erixson (född 1932), målare

### T
- Tage Eriksson (1926–2017), botaniker
- Tage Eriksson (konstnär) (1916–2003)
- Terri Herrera Eriksson (född 1973), skribent, programledare och författare
- Thérèse Eriksson (född 1982), författare och föreläsare
- Thomas Eriksson, flera personer
  - Thomas Eriksson (arkitekt) (född 1959), arkitekt och möbelformgivare
  - Thomas Eriksson (copywriter) (född 1962), reklamman och författare
  - Thomas Eriksson (friidrottare) (född 1963), läkare, ortopedspecialist
  - Tomas Eriksson (handbollsspelare) (född 1973), även kallad Ryssen
  - Thomas Eriksson (ishockeyspelare) (född 1959)
  - Thomas Eriksson (journalist) (född 1983)
  - Tomas Eriksson (kusk) (född 1962), fyrspannskusk
  - Thomas Erikson (ledarskapscoach) (född 1965), författare, föreläsare och ledarskapscoach
  - Thomas Eriksson (längdskidåkare) (född 1959)
  - Tomas Eriksson (psykiater) (1948–2014)
  - Thomas "Orup" Eriksson (född 1958), sångare, gitarrist och låtskrivare
- Thor Eriksson (aktiv 1908–1910),fotbollsspelare
- Thore Tex Erixzon (1922–2005), målare
- Thorsten Ericson (1885–1965), ingenjör och företagsledare
- Thorvald Eriksson (1922–2011), finländsk bankman och politiker
- Tim Eriksson (född 1982), ishockeyspelare
- Tim Erixon (född 1991), amerikansk-svensk ishockeyspelare
- Tjelvar Eriksson (född 1971), skådespelare
- Tobias Ericsson (född 1987), ishockeyspelare
- Tobias Eriksson (född 1985), fotbollsspelare
- Tomas Eriksson, flera personer
  - Tomas Eriksson (handbollsspelare) (född 1973), också tränare
  - Tomas Eriksson (kusk) (född 1962), hästtränare
  - Tomas Eriksson (psykiater) (född 1948)
  - Tomas Erixon (född 1955), fotbollsspelare och -tränare
- Torbjörn Eriksson, flera personer
  - Torbjörn Eriksson (friidrottare) (född 1971), friidrottare
  - Torbjörn Eriksson (militär) (född 1963), militär
  - Torbjörn Eriksson (musiker) (född 1964), dansbandsmusiker
- Tore Eriksson (född 1937), skidskytt
- Torleif Ericson (född 1930), fysiker
- Torsten Eriksson (1906–1977), jurist, ämbetsman och författare
- Ture Eriksson (född 1926), fysiker
- Täpp Jonas Eriksson (1861–1935), handlande och politiker

### U
- Ulf Eriksson, flera personer
  - Ulf Eriksson (fotbollsspelare) (född 1958)
  - Ulf Eriksson (författare, född 1958), skönlitterär författare, kritiker, översättare
  - Ulf Eriksson (författare, född 1973), författare av fackböcker om IT
  - Ulf Eriksson (konstnär, född 1938)
  - Ulf Eriksson (konstnär, född 1942)
  - Ulf Eriksson (politiker) (född 1945), nydemokrat, senare moderat
  - Ulf Eriksson (travkusk) (född 1964), travkusk och travtränare
  - Ulf I. Eriksson (född 1942), författare
- Ulla Ericson, textilkonstnär (född 1922), från 1956 bar hon namnet Ulla Åström
- Ulla Eriksson-Zetterquist (född 1967), företagsekonom, professor
- Ulrika Erikson (1876–1967), psykiater
- Ulrika Eriksson (född 1973), fotomodell och programledare
- Uno ”Myggan” Ericson (1926–2001), journalist, författare, nöjeshistoriker

### V
- Valfrid Eriksson (1879–1932), lantbrukare och politiker
- Viveka Eriksson (född 1956), åländsk politiker

### W
- Walter Erixon (1907–1979), evangelist, författare, redaktör, komponist
- Werner Ericson (1838–1900), riksdagsman och militär
- Wiktor Ericsson (född 1973), manusförfattare och regissör
- Wilhelm Ericson (1879–1935), journalist
- Wilhelm Ferdinand Erichson (1809–1849), tysk entomolog

### Y
- Yngve Ericsson (1912–1990), tandläkare, professor i kariologi

### Z
- Zaida Eriksson-Lihr (1895–1974), finländsk läkare
- Zion Eriksson (född 2002), friidrottare
- Ziri-Gun Eriksson (1914–1979), skådespelare

### Å
- Åke Eriksson, flera personer
  - Åke Eriksson (friidrottare) (född 1962)
  - Åke Eriksson (författare) (1924–1993), barnboksförfattare, skribent och tecknare
  - Åke Ericson (ishockeyspelare) (1913–1986), byggmästare och ishockeyspelare
  - Åke Eriksson (militär) (1923–2008), militär
  - Åke Erikson (musiker) (1937–2012), pianopedagog
  - Åke Eriksson (musiker), trumslagare
- Åsa Eriksson (politiker) (född 1972), socialdemokrat

### Ö
- Örjan Eriksson (född 1943), ingenjör och företagsledare
- Östen Eriksson (född 1958), musiker och underhållare